# Tortola
Tortola – największa i najbardziej zaludniona wyspa Brytyjskich Wysp Dziewiczych.
Tortola jest wyspą wulkaniczną, a jej największym wzniesieniem jest Mount Sage o wysokości 533,4 m n.p.m. Wyspę zamieszkuje 23 908 mieszkańców. Na Tortoli znajduje się stolica Brytyjskich Wysp Dziewiczych - Road Town. Ludność wyspy zajmuje się rybołówstwem. Na wyspie rozwinęła się turystyka.